# کابل برق

کابل برق سه رشته‌ای

کابل (به پشتو: کیبل) (به فرانسوی: Câble) یا شاه‌سیم یا بافه، به یک یا چند سیم یا طناب که در کنار هم به صورت بسته‌شده، به‌هم‌پیچیده یا به‌هم‌بافته برای شکل‌دادن یک مجموعهٔ یگانه هستند، گفته می‌شود. در مکانیک، کابل‌ها برای بالابردن و کشیدن به کار می‌رود. در برق، از آن‌ها برای هدایت جریان برق استفاده می‌شود. یک کابل نوری دارای یک یا چند فیبر نوری در یک پوشش محافظ است که از فیبرها محافظت می‌کند. کابل مکانیکی را به‌طور تخصصی‌تر طناب فولادی (یا سیم بکسل) می‌نامند. به چندین سیم درون یک غلاف فارغ از سطح مقطع آن‌ها کابل نیز می‌گویند.
مهم‌ترین و بیشترین عایقی که در ساختمان کابل‌ها بکار می‌رود P.V.C (پلی وینیل کلراید) است که پرتو دور یا پلاستیک نامیده می‌شود. P.V.C عایقی غیرقابل اشتعال است و این مزیت خوبی در کابل‌ها می‌باشد. دارای انعطاف‌پذیری زیادی می‌باشد. مواردی مانند ارزانی تولید انبوه و سادگی ساخت باعث شده که بیش از ۹۰ درصد کابل‌های فشار ضعیف از این عایق درست شوند. نوعی عایق دیگر به نام PET (پلی اتیلن) برای کابل‌ها بکار می‌رود که آتشگیر بوده و در مکان‌های اختصاصی بکار می‌رود. در بعضی از کابل‌ها از عایق لاستیکی استفاده می‌شود که کاربرد زیادی ندارد.
کابل‌ها رسانایی از جنس مس یا آلومینیوم می‌باشند. در صورتی‌که بخواهیم از کابلی با رسانای آلومینیوم برای کابل کشی هوایی استفاده کنیم باید یک رشته آن فولاد باشد.
برای شناسایی کابل‌ها از حروفی استفاده می‌شود که روی کابل‌ها نوشته شده است برخی از این حرف طبق استاندارد آلمان V.D.E بشرح زیر می‌باشد:
1. N کابل با رسانای مسی
2. NA کابل با رسانای آلومینیوم
3. Y علامت عایق پرتو دور می‌باشد
4. H علامت ورق متالیزه می‌باشد
5. T سیم تحمل‌کننده در کابل کشی هوایی
6. R حفاظت فولادی نواری شکل
7. Y روکش کمربندی پرتو دور
8. R رسانا دایره‌ای شکل می‌باشد
9. E رسانا یک رشته و دایره‌ای می‌باشد
10. M رسانا چند رشته
11. S رسانا به شکل مثلث

## کابل‌های ابزار دقیق
قبل از بررسی کابل ابزار دقیق ابتدا در مورد سیستم‌های کنترل و همچنین ابزار دقیق کمی بیشتر صحبت کنیم تا با کمی بیشتر آشنا شویم. امروزه در سیستم‌های نفت، گاز و پتروشیمی و نظامی، دفاعی، صنایع هوافضا و موشکی، صنایع پزشکی و مواد غذایی و هر صنعتی که نیاز به کنترل، سنجش و اندازه‌گیری پارامترهای کنترل جریان، اندازه‌گیری حجم سیالات و دما باشد با مقوله کنترل و ابزار دقیق مستقیماً در ارتباط خواهیم بود.
در سیستم‌های ابزار دقیق برای اندازه‌گیری پارامترها استفاده از سنسور‌ها و مبدل‌های الکتریکی همچون حسگرها، مبدل‌ها، ترموکوبل‌ها و شیرهای کنترل و… نیاز می‌باشد. برای انتقال مقادیر اندازه‌گیری شده به کابل‌هایی متناسب با اندازه‌گیری‌ها در سیستم‌های کنترل و ابزار دقیق نیاز داریم و کابل‌های ابزار دقیق جزئی مهم از سیستم‌های اندازه‌گیری می‌باشد. در صنعت تجهیزاتی وجود دارند که با دریافت داده‌های ویژه تغییر وضعیت می‌دهند. گروهی از این تجهیزات را ابزار دقیق می‌نامند. کابل ابزار دقیق مسیری مطمئنی را برای تبادل این سیگنال‌ها فراهم می‌کند. ابزارها بسیار متنوع هستند و حساسیت آنها متغیر است و در شرایط متفاوتی کار می‌کنند. با توجه به نوع تجهیزات، شرایط محیطی و دیگر فراسنج‌های الکتریکی، مغناطیسی و مکانیکی نسبت به انتخاب نوع مناسب کابل ابزار دقیق اقدام می‌شود.
کابل‌های ابزار دقیق از چندین رشته (بر اساس کاربردشان) به صورت ساده یا دو به دو به هم تابیده شده تشکیل می‌شوند.
کابل ابزار دقیق از کابل برق معمولی انعطاف پذیرتر و بادوام تر طراحی شده است؛ زیرا باید بتواند در محیط‌های سخت مورد استفاده قرار گیرد و باید بتواند در برابر سایش، قرار گرفتن در معرض مواد شیمیایی و دماهای بالا مقاومت کند. همچنین معمولاً برای انتقال سیگنال‌ها دارای سطح بالایی از دقت و قابلیت است که معمولاً از کابل‌ها و سیم‌کشی‌های برق معمولی انتظار نمی‌رود.

## کابل‌های فشارضعیف
مطابق استاندارد وی‌دی‌ئی آلمان، رنگ عایق رشته‌های کابل فشارضعیف باید به ترتیب خاکستری روشن، سیاه، قرمز و آبی باشد، بدین صورت که یک کابل دورشته‌ای تنها از دو رنگ اول، و یک کابل پنج‌رشته‌ای از هر پنج رنگ استفاده خواهد کرد. رنگ خاکستری روشن که در این چهار نوع کابل مشترک است، به عنوان سیم صفر (MP) استفاده می‌شود و رسانا با رنگ قرمز را به عنوان سیم محافظ در نظر می‌گیرند. در کابل‌های فشار ضعیف چهار رشته‌ای، معمولاً سطح مقطع سه رشته از سیم‌ها با هم مساویست، و سطح مقطع رسانا چهارم تقریباً نصف رسانا‌های دیگر (یا کمی کوچکتر) ساخته می‌شود.

## کابل‌های فشارقوی
معمولاً در میان کاربران، کابل‌های بالای ۱ کیلو ولت، کابل‌های فشار قوی تعریف می‌شوند اما براساس استاندارهای جهانی، کابل‌های ۳۲ کیلوولت و ۶۳ کیلوولت، جزو کابل‌های فشار قوی محسوب می‌شوند.

## روش شناسایی سیم و کابل مرغوب

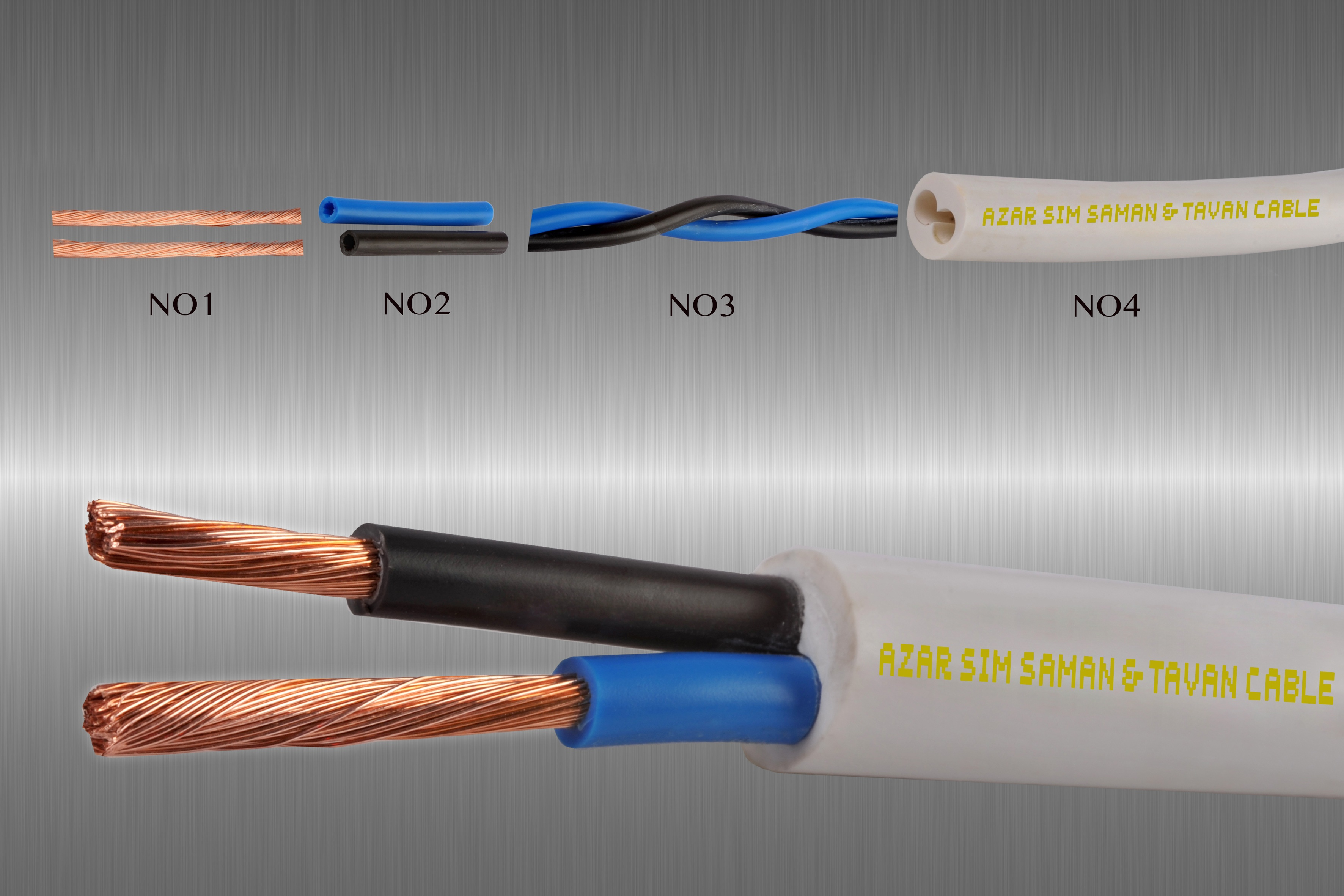
کابل سفید دو رشته

1. سطح بیرونی سیم و کابل باید صاف و فاقد هرگونه فرورفتگی و برجستگی باشد (موج دار بودن سطح سیم و کابل‌های غیرقابل انعطاف ایراد محسوب نمی‌شود).
2. قطر زیاد عایق یا غلاف سیم و‌کابل دلیلی مبنی بر مرغوب بودن آن محصول نیست متأسفانه برخی از تولیدکنندگان با کاستن از وزن مس لازم در سیم و کابل (با کاستن تعداد رشته‌های مس یا قطر رشته‌های مس) و افزودن به قطر عایق یا غلاف سبب می‌شوند وزن محصول مناسب به نظر برسد اما این محصول قابلیت استفاده برای مورد طراحی شده را نخواهد داشت و در صورت استفاده سبب بروز آتش‌سوزی یا مشکلات دیگر می‌شود.
3. هنگامی که سیم را از مقطع برش می‌زنیم (توسط سیم‌چین یا تیزبُر) باید رسانا (مس) در مرکز عایق قرار گرفته باشد که اصطلاحاً به آن سنتر بودن رسانا گفته می‌شود.
4. هنگامی که کابل را از مقطع برش می‌زنیم باید غلاف به گونه‌ای سیم‌ها را دربرگرفته باشد که ضخامت غلاف در اطراف سیم‌ها مساوی باشد که اصطلاحاً به آن سنتر بودن سیم‌ها گفته می‌شود.
5. عایق سیم هنگام جداسازی از رسانا (مس) باید به آسانی و به صورت کشسان از روی مس جدا گردد.
6. در مورد کابل‌ها باید دقت نمود که جداسازی سیم‌ها از هم و از غلاف کاملاً آسان انجام پذیرد.
7. در رابطه با سیم و کابل‌های مسی (که مورد بحث این نوشته می‌باشد) رسانای مسی باید شرایط زیر را داشته باشد:

الف-از مس خالص نرم شده (آنیل شده) تهیه شده باشد.
ب-سطحی کاملاً شفاف و براق داشته باشد.
ج-اکسید نشده باشد (رشته‌های مس سیاه نباشند).
د-قابل انعطاف باشد (با خم و راست شدن سیم، رشته‌های رسانا نشکند).
ه-به اندازه کافی و طبق جداول استاندارد برای هر مقطع سیم، مس مصرف شده باشد (کم بودن میزان مس سبب می‌شود مقاومت رسانا به نسبت استاندارد آن مقطع زیاد باشد و استفاده مازاد آن سبب هدر رفتن فلز گران‌بهای مس می‌شود و در نتیجه قیمت تمام شده سیم یا کابل افزایش می‌یابد).

## کابل چند رشته
اولین عدد از سمت چپ در سایز هر کابل نشان دهنده تعداد رشته سیم داخل آن می‌باشد.
- کابل دو رشته: اگر مصرف‌کننده جریان الکتریکی تک فاز باشد و ارت نیز نداشته باشیم از کابل دو رشته استفاده می‌کنیم.
- کابل سه رشته: اگر مصرف‌کننده جریان الکتریکی تک فاز باشد و ارت نیز داشته باشیم از کابل سه رشته استفاده می‌کنیم.
- کابل چهار رشته: اگر مصرف‌کننده جریان الکتریکی سه فاز باشد و ارت نیز نداشته باشیم از کابل چهار رشته استفاده می‌کنیم.
- کابل پنج رشته: اگر مصرف‌کننده جریان الکتریکی سه فاز باشد و ارت و نول داشته باشیم از کابل پنج رشته استفاده می‌کنیم.
کابل‌های چند رشته از ۲ رشته تا ۵۰ رشته هم وجود دارند که در این قسمت فقط تا ۵ رشته توضیح داده شده است. رشته‌های داخل کابل می‌توانند ضخامت‌های مختلف از ۰٫۱۵ تا ۱٫۵ میلیمتر داشته باشند. بدیهیست که هر کابل با تعداد رشته‌ها و ضخامت‌های مختلف مختص کاربرد مخصوص به خود است.

## اتصال کابل‌ها به هم
برای اتصال کابل‌ها به یکدیگر از دوراهه و برای گرفتن انشعاب از آن‌ها از سه راهه استفاده می‌شود و آن‌ها را در مفصل یا ماهیچه قرار می‌دهند که با قیر مخصوص پر می‌شود.

## اتصال کابل‌ها به مدار
برای اتصال کابل به مدار از کابل‌شو یا کفش کابل استفاده می‌کنند. کابل‌شوها ممکن است پیچ و مهره‌ای، با پرس، یا با لحیم به کابل متصل شوند.